# Маріанна Брандт

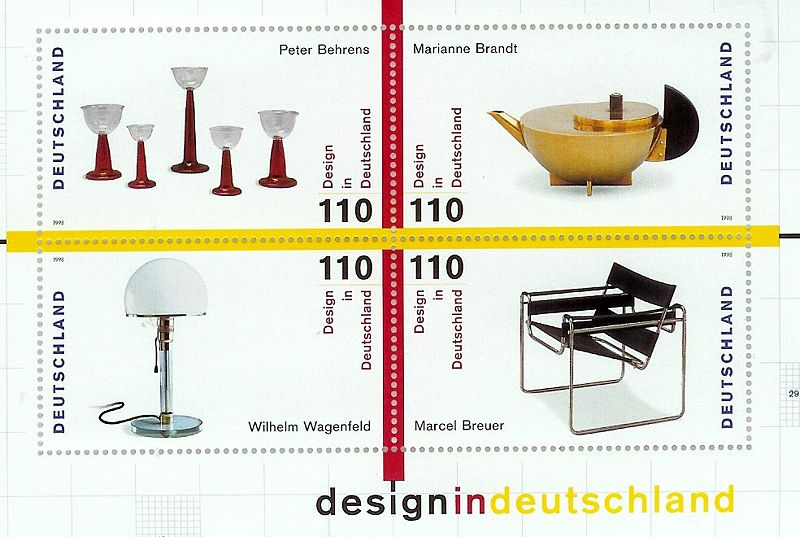
Поштовий блок «Дизайн в Німеччині» з роботами Маріанни Брандт (1998)

Маріанна Брандт (урожд. Марія Лібе, нім. Marianne Brandt; 1 жовтня 1893, Хемніц —18 червня 1983, Кірхберг, Саксонія) — німецька художниця, фотограф, скульптор і промислова дизайнер. Була однією з найбільш значущих представниць руху Баухауз у галузі прикладного мистецтва і дизайну.

## Життя і творчість
Дитинство Маріанни, яка народилась 1893 року, пройшло в рідному Хемніці. Вона народилася в родині процвітаючого адвоката Франца Бруно Лібе (1848—1936), члена театральної та мистецької спілок цього міста. Батьки заохочували заняття Маріанни та її двох сестер музикою і мистецтвами. У 1911 році дівчина їде до Веймара. Тут вона вступила до місцевої художньої школи (нім. Fürstliche freie Zeichenschule Weimar), де рік вивчала малюнок. А потім, у березні 1913 року, продовжує навчання у Вищій саксонській художній школі (також у Веймарі, нім. Großherzoglich-Sächsische Kunstschule Weimar) в класі Фріца Макензенв. Тут Маріанна пробує свої сили в пейзажному, портретному та натуралістичному живописах, а також у пластиці.
У свій ранній період творчості М. Брандт захоплюється експресіонізмом. Саме роботи в цьому стилі з'являються на її першій виставці в хемніцькій галереї Герстенбергер. Серед однокласників Маріанни по веймарській школі слід назвати таких видатних у майбутньому майстрів як Ганс Арп і Отто Панкок. Тут також навчався й її майбутній чоловік, норвежець Ерік Брандт. З початком Першої світової війни Ф. Макензен залишає веймарську Вищу школу, в зв'язку з цим перериває своє навчання там і Маріанна.
У 1918 році вона вже остаточно розлучається з Вищою школою, а в 1919 році одружується з Еріком та їде з ним до Норвегії. Спочатку молоде подружжя жило у його батьків, однак, не отримавши від них підтримки, почали знімати в Осло невелике ательє. У 1920 році в художньому союзі Осло проходить перша виставка робіт Еріка Брандта. Незабаром після цього Брандти залишають Норвегію і здійснюють поїздку Європою: рік живуть у Парижі, а наприкінці 1921 року приїжджають до Веймара. Тут Маріанна бере уроки скульптури, які проводив Ріхард Енгельман. Того ж року її чоловік повертається до Норвегії.
У 1923 році Маріанна Брандт відвідує виставку робіт, що представляє нову течію в мистецтві XX століття, Баугауз, і починає після цього навчання у 1924 році на курсах «Баугауз» у Веймарі. Перед початком цього для себе «нового шляху» художниця спалює всі свої старі роботи, що збереглися у неї. Маріанна відвідувала навчальний клас конструктивіста Ласло Могой-Надя і відомого німецького абстракціоніста Йозефа Альберса, бере уроки поєднання форми і кольору у Василя Кандинського і Пауля Клее. Вже в цей ранній період її знайомства з нової мистецькою течією Маріанна, після закінчення вступних лекцій Могой-Надя про асиметричну рівновагу конструкцій, створює свої перші роботи як дизайнерка (наприклад, чорнильницю з підставкою для ручок з пером з міді і нейзильберу, а також чайний набір «Tee-Extraktkännchen MT 49» з ебенового дерева, посрібленою латуні і також нейзильберу). Всі вони згодом стали класичними зразками при розробці нових моделей в серійному виробництві канцелярського та кухонного приладдя. Після закінчення свого навчання в майстернях з обробки металевих виробів Баухауза у Дессау, в 1926 році М. Брандт стає керівницею цих майстерень. Того ж року вона розробляє зразки ламп та освітлювальних приладів для нової будівлі Баухауза в Дессау. У 1926–1927 роках художниця перебуває у робочому відрядженні в Парижі. Тут вона вивчає, перш за все, майстерність фотографії та фотоколажу, особливо в аспекті відображення життя великого міста і місця жінки в ньому. Після від'їзду Магою-Надя в 1928 році М. Брандт стає керівником-комісарів металообробного виробництва у майстернях Баухауз у Дессау. Крім Гунти Штельцль аж до призначення Альфреда Арндта в 1929 році, Маріанна Брандт була єдиною жінкою, яка досягла настільки високого становища в організації Баухауза. Ще в 1926 році М. Брандт співпрацює з фірмами-виробниками освітлювальних приладів у Берліні та Лейпцигу і проєктує для них різні моделі настільних, підлогових і настінних ламп, а також інших освітлювальних приладів, які потім виробляються у серійному виробництві. Через те, що відсоток від продажу цих виробів і плата за використання ліцензій приносили чималий фінансовий дохід, кошти розподіляся між розробниками проектів моделей і майстернями — виробниками зразків. У цій сфері Маріанна Брандт співпрацювала з іншими дизайнерами по металу від Баухауза, наприклад з Християном Деллом і Гансом Прірембелем.
За час її роботи в Баугаузі М. Брандт розробила 28 моделей ламп та інших освітлювальних приладів, а також проводила експерименти зі впровадження нових технологій у виробництво цієї продукції. Ряд цих її розробок, які стали класичними зразками предметного дизайну, зберігаються нині в таких колекціях, як нью-йоркський Музей сучасного мистецтва, Британський музей тощо. Основними елементами її нових форм були поєднання геометричних фігур, таких як коло, трикутник, квадрат і куля, виділених на деяку відстань від орнаменту, що їх супроводжував. Художниця завжди сміливо використовувала при виготовленні своїх моделей нові матеріали і форми, що підвищували функціональність і надійність. Завдяки цьому вони потім випускались у серійному виробництві фабрик продукції. Маріанна Брандт запровадила у виробництво предметів масового вжитку такі матеріали, як нікельована латунь, шліфований алюміній і опаловое скло.
Багато уваги приділяла також Маріанна Брандт роботі у сфері фотографії та фотоколажу. У цьому напрямку Маріанна також йшла своїм окремим шляхом, створюючи індивідуальний метод роботи камери «перед камерою». Показовими в цьому аспекті є її численні фотографічні автопортрети.
У 1929 році Маріанна Брандт їде з Дессау і чотири місяці працює архітектором з внутрішнього дизайну будинків в архітектурному бюро Вальтера Ґропіуса в Берліні. У 1930 році вона бере участь у паризькій виставці «Німецький Веркбанд», організованої Вальтером Ґропіусом під гаслом «Житло».
Після приходу до влади в Німеччині націонал-соціалістів М. Брандт більшу частину цього часу проживає в батьківському домі в Хемніці. В 1925 році вона розлучилася зі своїм чоловіком Еріком. У 1939 році вступає до «Рейхскаммер» — імперського державного управління у справах культури і мистецтва, яке об'єднувало всіх виданих на той час німецьких діячів у цих сферах, що дозволило їй час від часу брати участь у виставках картин.
Після поразки Німеччини у Другій світовій війні художниця в 1945–1948 роках була безробітною, в 1949–1951 роках доценткою викладала у створеній перед цим у Німецькій Демократичній Республіці «Вищій державній школі прикладного мистецтва» у Лейпцигу. У той же час вона продовжувала займатися дизайном ламп з металу та кераміки. У 1951–1954 роках художниця була співробітницею державного Інституту промислового дизайну в Берліні. У 1954–1954 роках вона працює в Китаї. Тут, у Пекіні та Шанхаї, в цей час проходила виставка під назвою «Німецьке прикладне мистецтво в НДР», в організації якої бере участь і Маріанна Брандт. Повернувшись в 1954 році на батьківщину, вона живе в Карл-Маркс-Штадті, займається живописом і пластикою малих форм.

## Твори
- Marianne Brandt: Brief an die junge Generation. в: Eckhard Неймана (вид..): Bauhaus und Bauhäusler. Erinnerungen und Bekenntnisse.  Hallwag, Bern 1971, 5. Auflage, DuMont, Köln 1996, ISBN 3-7701-1673-9

## Фільмографія
- Farbe, Form, Licht. Marianne Brandt — Eine Chemnitzer Künstlerin. Regie: Nicole Schink, Thomas Pencs; Produktion: Chemnitzer Filmwerkstatt e.V., 2002

## Доповнення
- Біографія. Bauhaus online, 2016
- Renate Rochner: Маріанна Брандт [Архівовано 11 серпня 2020 у Wayback Machine.]. FemBio online